# Llista de bisbes de Salamanca
La llista de bisbes de Salamanca conté la relació de titulars de la diòcesi des d'Eleuteri, primer bisbe documentat vers el 589, fins al seu bisbe actual, Carlos López Hernández, que va començar el seu pontificat el gener de 2003.
| Titular | Període         | Nota |
| --- | --------------- | --- |
| Tradicionalment, l'episcopologi de Salamanca ha inclòs una sèrie de titulars entre els segles I i V, dels quals no es té cap mena de constància. |                 | |
| Pius | ca. 83          | |
| Càtul | ca. 203         | |
| Salutat | ca. 222         | |
| Pere I | ca. 245         | |
| Pere II | ca. 269         | |
| Jeroni I | ca. 298         | |
| Saül | ca. 305         | |
| Joan | ca. 332         | |
| Jubeni | ca. 337         | |
| Fèlix |                 | |
| A partir de l'any 585 es té la primera constància documental sobre un bisbe de Salamanca. |                 | |
| Eleuteri | ca. 585         | Primer bisbe documentat, com a assistent al III Concili de Toledo. |
| Teverist | ca. 610         | Assistent a la coronació del rei Gundemar. |
| Hiccila | ca. 632-ca. 640 | Assistent als IV i VI Concilis de Toledo. |
| Egered | ca. 640-ca. 660 | Assistent als VII, VIII i X Concilis de Toledo. |
| Just | ca. 660-ca. 666 | Assistent al Concili Provincial de Mèrida (666). |
| Providenci | ca. 681         | Assistent al XII Concili de Toledo. |
| Holemund | ca. 682-693     | Assistent al XIII, XV i XVI concilis de Toledo. |
| L'any 711 es produeix l'entrada dels musulmans a la península i poc després la ciutat de Salamanca és conquerida, el seu bisbe fuig al nord. Per tant, els seus bisbes s'instal·len a la nova cort dels reis d'Astúries i Lleó i ostenten el càrrec de forma titular amb la seu in partibus infidelium. Tanmateix, tret d'algunes excepcions, esmentades a continuació, els noms d'aquests bisbes titulars no s'han conservat. |                 | |
| Quindulf | ca. 792         | |
| Sebastià | ca. 880         | Suposat autor de la versió sebastianense de la Crònica d'Alfons III |
| Fredosind | ca. 898         | |
| Dulcidi | ca. 900-ca. 921 | Es tracta del bisbe de Zamora, que probablement va tenir un paper important en la reorganització del bisbat de Salamanca. Flórez esmenta l'existència d'un Dulcidi I (ca. 876) entre Quindulf i Sebastià, però, segons José M. Monsalvo, es tractaria d'un fals històric obra del bisbe Pelayo d'Oviedo. |
| Teodemund | ca. 960         | |
| Salbat | ca. 973         | |
| La ciutat de Salamanca és conquerida per les tropes cristianes i tornen a haver-hi bisbes que ocupen de forma efectiva, i no sols titular, la diòcesi. |                 | |
| Jeroni de Perigord | 1102-1120       | |
| Geraldo o Gerardo | 1121-1124       | |
| Munio | 1124-1130       | |
| Alonso Pérez | 1130-1131       | |
| Berengario o Berenguel | 1135-1151       | Nomenat arquebisbe de Santiago de Compostel·la. |
| Íñigo Navarrón | 1152-1159       | |
| Ordoño | 1159-1164       | |
| Gonzalo I | 1165-1167       | |
| Pedro Suero | 1167-1176       | Nomenat arquebisbe de Santiago de Compostel·la. |
| Vital o Vidal | 1176-1198       | |
| Gonzalo Fernández | 1199-1226       | |
| Diego | 1226-1227       | |
| Pelayo | 1127-1229       | |
| Martín | 1229-1246       | |
| Pedro Pérez | 1246-1264       | |
| Domingo Domínguez | 1264-1268       | |
| Gonzalo III | 1268-1279       | |
| Pedro Suárez | 1279-1285       | |
| Pedro Fechor | 1286-1304       | |
| Alfonso II | 1304-1309       | |
| Pedro V | 1310-1324       | |
| Bernardo | 1325-1327       | |
| Alfonso III | 1329-1330       | |
| Lorenzo | 1330-1335       | |
| Rodrigo Díaz | 1336-1339       | |
| Juan Lucero | 1339-1351       | |
| Alonso Barrasa | 1351-1375       | |
| Juan Castellanos | 1382-1389       | |
| Carlos de Guevara | 1389-1392       | |
| Diego de Anaya y Maldonado | 1392-1408       | |
| Gonzalo de Alba | 1408-1412       | |
| Alonso Pérez de Cusanza | 1410-1425       | Frare dominic, confessor d'Enric III de Castella. |
| Sancho López de Castilla | 1425-1446       | |
| Alfonso IV | 1447            | |
| Gonzalo Pérez de Vivero | 1447-1482       | |
| Raffaele Riario | 1482-1490       | Nomenat administrador d'Osma. |
| Diego Valdés | 1490-1493       | |
| Oliverio Carafa | 1493-1494       | Administrador apostòlic. Posa fi al pontificat mitjançant renúncia. |
| Diego de Deza | 1494-1498       | Nomenat bisbe de Jaén. |
| Juan de Castilla Enrique | 1498-1510       | |
| Francisco de Bobadilla | 1510-1529       | |
| Luis Cabeza de Vaca | 1530-1537       | Nomenat bisbe de Palència. |
| Rodrigo Mendoza Manrique | 1537-1545       | |
| Pedro Castro Lemos | 1545-1555       | Nomenat bisbe de Conca. |
| Pedro Vázquez de Acuña y Avellaneda | 1555            | Presentat. No va arribar a prendre possessió. |
| Francisco Manrique de Lara | 1556-1560       | Nomenat bisbe de Sigüenza. |
| Pedro González Mendoza | 1560-1574       | |
| Francisco Soto y Salazar | 1576-1578       | |
| Fernando Tricio Arenzana | 1578            | |
| Jerónimo Manrique de Lara | 1579-1593       | |
| Pedro Junco Posada | 1598-1602       | |
| Luis Fernández de Córdoba | 1602-1615       | Nomenat bisbe de Màlaga. |
| Diego Ordóñez | 1615            | |
| Francisco Hurtado de Mendoza y Ribera | 1616-1621       | Nomenat bisbe de Pamplona. |
| Antonio Corrionero | 1621-1633       | |
| Cristóbal de la Cámara y Murga | 1635-1641       | |
| Juan de Valenzuela y Velázquez | 1642-1645       | |
| Juan Ortiz de Zárate | 1645-1646       | |
| Francisco Diego de Alarcón y Covarrubias | 1646-1648       | Nomenat bisbe de Pamplona. |
| Pedro Carrillo de Acuña y Bureba | 1648-1655       | Nomenat arquebisbe de Santiago de Compostel·la. |
| Juan Pérez Delgado | 1655-1657       | Nomenat arquebisbe de Burgos. |
| Antonio Peña Hermosa | 1657-1659       | Nomenat bisbe de Màlaga. |
| Francisco Antonio Díaz de Cabrera | 1660-1661       | |
| Gabriel de Esparza y Pérez | 1662-1670       | Nomenat bisbe de Calahorra. |
| Francisco de Seijas y Losada | 1670-1681       | Nomenat arquebisbe de Santiago de Compostel·la. |
| Pedro de Salazar y Gutiérrez de Toledo | 1681-1686       | Nomenat bisbe de Còrdova. |
| José Cosío Barreda | 1687-1689       | |
| Martín Ascargota | 1689-1693       | Nomenat arquebisbe de Granada. |
| Francisco Calderón de la Barca y Nieto | 1693-1712       | |
| Silvestre García Escalona | 1714-1729       | |
| José Sancho y Granado | 1729-1748       | |
| José de Zorrilla de Sanmartín | 1749-1762       | |
| Felip Bertran | 1763-1783       | |
| Andrés José Barco y Espinosa | 1785-1794       | |
| Felipe Antonio Fernández Vallejo | 1794-1797       | Nomenat arquebisbe de Santiago de Compostel·la. |
| Antonio Tavira y Almazán | 1798-1807       | |
| Gerardo Vázquez Parga | 1807-1821       | |
| Agustín Lorenzo Varela y Temes | 1824-1849       | |
| Salvador Sanz y Grado | 1850-1851       | |
| Antolín García Lozano | 1851-1852       | |
| Fernando de la Puente y Primo de Rivera | 1852-1857       | |
| Anastasio Rodrigo y Yusto | 1857-1867       | Nomenat arquebisbe de Burgos. |
| Joaquim Lluch i Garriga | 1868-1874       | Nomenat bisbe de Barcelona. |
| Narciso Martínez Izquierdo | 1874-1885       | Nomenat bisbe de Madrid. |
| Tomás Genaro de Cámara y Castro | 1885-1904       | |
| Francisco Javier Valdés y Noriega | 1904-1913       | |
| Julián de Diego y García-Alcolea | 1913-1923       | Nomenat patriarca de les Índies Occidentals. |
| Ángel Regueras y López | 1923-1924       | |
| Francisco Frutos y Valiente | 1925-1933       | |
| Enric Pla i Deniel | 1935-1941       | Nomenat arquebisbe de Toledo. |
| Francisco Barbado y Viejo | 1942-1964       | |
| Mauro Rubio Repullés | 1963-1995       | Es retira del càrrec. |
| Braulio Rodríguez Plaza | 1995-2002       | Nomenat arquebisbe de Valladolid. |
| Carlos López Hernández | 2003-Actualitat | |